# جبريل كون
جبريل كون (بالإنجليزية: Gabriel Kuhn)‏ هو كاتب ومترجم أمريكي، ولد في 1972 في إنسبروك في النمسا.